# Pacific (Wisconsin)
Pacific es un pueblo ubicado en el condado de Columbia en el estado estadounidense de Wisconsin. En el Censo de 2010 tenía una población de 2.707 habitantes y una densidad poblacional de 48,43 personas por km².

## Geografía
Pacific se encuentra ubicado en las coordenadas 43°30′45″N 89°24′18″O / 43.51250, -89.40500. Según la Oficina del Censo de los Estados Unidos, Pacific tiene una superficie total de 55.89 km², de la cual 50.33 km² corresponden a tierra firme y (9.95%) 5.56 km² es agua.

## Demografía
Según el censo de 2010, había 2.707 personas residiendo en Pacific. La densidad de población era de 48,43 hab./km². De los 2.707 habitantes, Pacific estaba compuesto por el 97.67% blancos, el 0.15% eran afroamericanos, el 0.15% eran amerindios, el 0.78% eran asiáticos, el 0% eran isleños del Pacífico, el 0.63% eran de otras razas y el 0.63% pertenecían a dos o más razas. Del total de la población el 1.59% eran hispanos o latinos de cualquier raza.